# Episodi di To Rome with Love (seconda stagione)
La seconda stagione della serie televisiva To Rome with Love è stata trasmessa in anteprima negli Stati Uniti d'America dalla CBS tra il 15 settembre 1970 e il 24 febbraio 1971.
| nº | Titolo originale          | Titolo italiano | Prima TV USA      | Prima TV Italia |
| -- | ------------------------- | --------------- | ----------------- | --------------- |
| 1  | Here Comes Andy           |                 | 15 settembre 1970 |                 |
| 2  | A Day in the Country      |                 | 22 settembre 1970 |                 |
| 3  | Baby of the Family        |                 | 29 settembre 1970 |                 |
| 4  | Roman Affair              |                 | 6 ottobre 1970    |                 |
| 5  | A Boy to Remember         |                 | 13 ottobre 1970   |                 |
| 6  | Rome Is Where You Find It |                 | 20 ottobre 1970   |                 |
| 7  | Lire from Heaven          |                 | 27 ottobre 1970   |                 |
| 8  | Grandpa in Charge         |                 | 10 novembre 1970  |                 |
| 9  | The Catnip Club           |                 | 17 novembre 1970  |                 |
| 10 | The Rose Garden           |                 | 24 novembre 1970  |                 |
| 11 | The Boy Next Door         |                 | 1º dicembre 1970  |                 |
| 12 | The Runaways              |                 | 8 dicembre 1970   |                 |
| 13 | Fly Away Home             |                 | 15 dicembre 1970  |                 |
| 14 | Doctor Andy               |                 | 29 dicembre 1970  |                 |
| 15 | Making the Scene          |                 | 5 gennaio 1971    |                 |
| 16 | Bonsai                    |                 | 13 gennaio 1971   |                 |
| 17 | Beauty and the Judge      |                 | 20 gennaio 1971   |                 |
| 18 | Age of Life               |                 | 27 gennaio 1971   |                 |
| 19 | Mike and the Countess     |                 | 3 febbraio 1971   |                 |
| 20 | The Stray Cat             |                 | 10 febbraio 1971  |                 |
| 21 | Yankee Trader             |                 | 17 febbraio 1971  |                 |
| 22 | Boy Meets Penny           |                 | 24 febbraio 1971  |                 |